# Саттарова, Фатьма Гусейн кызы
Фатьма Саттарова (азерб. Fatma Hüseyn qızı Səttarova; январь 1922, Баку — 14 сентября 2024) — азербайджанская общественная деятельница, участница Великой Отечественной войны, долгожительница, председатель Организации ветеранов войны, труда и Вооружённых Сил Азербайджана.

## Биография
Фатьма Саттарова родилась в 1922 году в Баку.
Поступив в Медицинский техникум в 1937 году, юная Фатма Саттарова строила планы, мечтала о любимой работе, о семье и детях. Окончив техникум, в январе 1941 года она вышла замуж. При техникуме была военная кафедра. По окончании школы Фатьме Саттаровой вручили диплом, воинское звание и военный билет.

### Годы войны
Семейная жизнь всего через пять месяцев была прервана объявлением о нападении Германии на Советский Союз.
Будучи военнообязанной, после окончания техникума Фатьма Саттарова записалась добровольцем. Мысль о том, чтобы избежать призыва, даже не возникала, рассказывает она, ведь стояла задача защитить родную землю. Так 18-летняя Фатьма оказалась на фронте в качестве медсестры.
Супруг Фатьмы Саттаровой управлял машиностроительным заводом им. Петра Монтина (позже — КМЗ им. лейтенанта Шмидта), который на годы войны был переориентирован на производство боеприпасов. Работники завода считались участниками тылового фронта.
Фатьма Саттарова участвовала в боях за Москву в 1941—1942 годах и стала опытной медсестрой, спасла жизнь многим раненым. В период боёв, когда она была в окопе, по нему проехали танки. Её откопали из-под земли на поле боя.
В это время немцы осадили Ленинград. Армия наступала. Фатьма Саттарова вошла в город с войском, двигавшимся вдоль Ладожского озера. Немецкие самолёты бомбили со всех сторон. Фатьма Саттарова стала свидетельницей гибели нескольких человек в боях за еду, лекарства и переправы по «Дороге жизни» через Ладожское озеро из Ленинграда, который четыре с половиной месяца находился в блокаде. Несмотря на все это, она выжила. Защитники Ленинграда стояли как крепость на Неве и не сдавались гитлеровцам, принося жертвы.
После того, как советская армия сняла блокаду, медсестра начала эвакуировать раненых из Ленинграда на лодке через Ладожское озеро. Позднее её отправили на Сталинградский фронт. Служила в различных госпиталях. Вместе с советской армией Фатьма Саттарова отправилась в Берлин. Дойдя до Венгрии, она там заболела и в феврале 1945 года по решению медицинской комиссии была уволена из армии. В феврале в поезде с ранеными вернулась в Баку. Только через три месяца, 9 мая, Советская армия разгромила фашизм.
Рассказывая о своих фронтовых днях, Фатьма Саттарова говорила, что расстроить её могли только мысли о войне:
Я была очень молода, когда пошла на войну, но я была свидетельницей многих смертей. Очень трудно вспоминать, невозможно забыть дни на передовой, эвакуацию тяжелораненых бойцов с поля боя под артобстрелом, дни в военных госпиталях. Хотя с тех пор прошло много лет, война не должна быть забыта. В то время каждый знал, что перед ним стоит задача защитить свою Родину от врага.

### Послевоенные годы
После войны начала новую жизнь и больше не работала в системе здравоохранения. Училась в Бакинском государственном университете, на экономическом факультете. У ветерана Великой Отечественной войны четверо детей, 11 внуков и 25 правнуков. Всю жизнь работала и много лет занимала руководящие должности. Активно участвовала в общественной жизни и различных мероприятиях.
Как ветеран войны и труда, Фатьма Саттарова активно участвовала в мероприятиях, организуемых Республиканской организацией ветеранов, делала всё возможное для её популяризации и воспитания молодежи в духе преданности Родине и государству. Фатьма Саттарова, часто бывавшая на передовой и встречавшаяся с солдатами, заслуженно представляла Азербайджан в мероприятиях, связанных со Второй мировой войной в странах СНГ, а также играла активную роль в доведении до международного сообщества правды о нагорно-карабахском конфликте.
Как интеллигент, ветеран войны Фатьма Саттарова вносила большой вклад в общественно-политическую и культурную жизнь страны, активно занималась воспитанием молодежи в духе патриотизма.
Фатьма Саттарова, проявившая мужество в борьбе с немецким фашизмом, отличалась высшим образованием и широким кругозором. За время своего многолетнего труда она неоднократно доказывала это своей эффективной работой.
В феврале 2021 года Фатьма Саттарова сменила Тофига Агагусейнова на посту председателя Организации ветеранов войны, труда и Вооружённых Сил Азербайджана.

### Смерть
Скончалась 14 сентября 2024 года на 103-м году жизни. Похоронена на II-й Аллеи почётного захоронения в Баку.

## Награды
- Орден «Независимость» (24 января 2022) — за многолетнюю плодотворную деятельность в общественной жизни Азербайджанской Республики[6]
- Почётный диплом Президента Азербайджанской Республики (30 января 2017) — за плодотворную деятельность в общественной жизни Азербайджанской Республики и заслуги в патриотическом воспитании молодёжи[7]
- Персональная пенсия Президента Азербайджанской Республики (22 мая 2017) — за плодотворную деятельность в общественной жизни Азербайджана[8]